# Lanuvio
Lanuvio (in der Antike Lanuvium, bis 1914 Civita Lavinia) ist eine italienische Gemeinde in der Metropolitanstadt Rom in der Region Latium mit 12.892 Einwohnern (Stand 31. Dezember 2023).

## Name
In der Antike hieß der Ort Lanuvium. Aber auch die Form Lanivium erschien vor allem in der Kaiserzeit in Inschriften. Die Herkunft des Namens ist unbekannt. 1358 wird der Ort erstmals seit der Antike mit dem Namen Civita Lanuvina wieder erwähnt. Später wurde Civita Lavinia der offizielle Name, bis der Ort 1914 wieder in Lanuvio umbenannt wurde.

## Geographie

Lage von Lanuvio in der Provinz Rom

Lanuvio liegt 34 km südöstlich von Rom und 37 km nordwestlich von Latina. Der historische Ortskern von Lanuvio liegt auf einem Hügel der Colli Lanuvini, den südlichen Ausläufern der Albaner Berge, mit einem beherrschenden Blick über die Ebene bis hin zum Meer. Das Gemeindegebiet erstreckt sich über eine Höhe von 64 m s.l.m. bis 326 m s.l.m. und reicht bis in die Pontinische Ebene. Lanuvio gehört zu den Gemeinden der Castelli Romani.
Die Gemeinde liegt in der Erdbebenzone 2 (mittel gefährdet).
Die Nachbargemeinden sind im Uhrzeigersinn Ariccia, Genzano di Roma, Velletri, Genzano di Roma und Aprilia (LT).

### Verkehr
- Lanuvio liegt 26 km von der Auffahrt Valmontone auf die Autobahn A1 Autostrada del Sole entfernt.
- Die wichtigste Fernstraße ist die SS 7 Via Appia, die den Ort durchquert.
- An der Westgrenze der Gemeinde führt die Via Nettunense (Staatsstraße SS 207), die nach Anzio führt, vorbei.
- Lanuvio hat einen Bahnhof an der Regionalbahnstrecke FR4 Rom-Velletri.
- Der Stadtteil Campoleone hat einen Bahnhof an der Bahnstrecke Rom–Formia–Neapel. Der Bahnhof wird auch von den Regionalbahnen FR7 Rom-Formia
- und FR8 Rom-Nettuno bedient.
- Der nächste internationale Flughafen Rom-Fiumicino befindet sich in 50 km Entfernung.

## Geschichte

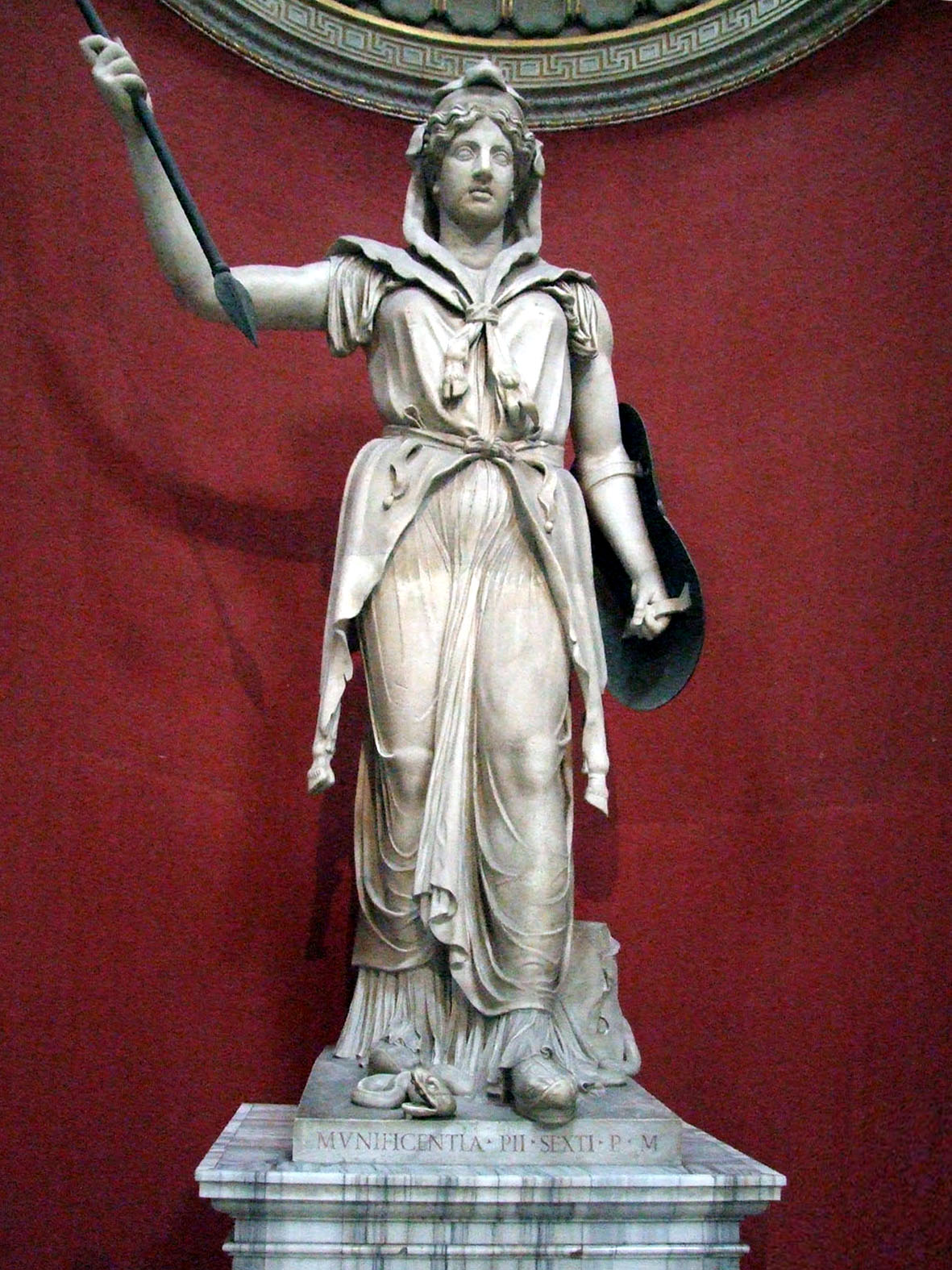
Statue der Juno Sospita Lanuvium, heute in der Sala Rotonda im Museo Pio-Clementino (Vatikanische Museen)

Lanuvium soll der Legende nach von Diomedes nach dessen Rückkehr vom Trojanischen Krieg gegründet worden sein. Wahrscheinlicher erscheint aber eine Gründung als Kolonie des nahen Alba Longa.
Das antike Lanuvium war ein Mitglied der Latinischen Liga und blieb bis zur Eroberung durch Rom 338 v. Chr. unabhängig. Anfangs erhielt Lanuvium nicht das römische Bürgerrecht, später dann doch; noch in kaiserlicher Zeit trugen der oberste Magistrat und der Gemeinderat die Titel Diktator beziehungsweise Senat.
Lanuvium war berühmt für seinen reichen und stark frequentierten Tempel der Juno Sospita, von dem sich Octavian 31 v. Chr. Geld lieh, und für seine Besitzungen, die sich bis an die Küste erstreckten. Der Kult der Juno geht auf den archaischen Kult einer Ziegengöttin zurück. Lanuvium besaß weitere Tempel, die Antoninus Pius, der ebenso wie Commodus in der Nähe geboren wurde, restaurieren ließ.
Reste des alten Theaters und der Stadtmauern existieren noch in der modernen Stadt; nördlich der Stadtmauer gibt es ein Gebiet, das von einer Portikus in opus reticulatum umgeben ist, an deren Nordseite sich ein rechteckiges Gebäude in opus quadratum anschließt, das vielleicht mit dem Juno-Tempel verbunden war. Hier wurde bei nicht wissenschaftlich begleiteten Ausgrabungen, die der englische Botschafter in Italien, Lord Savile, vornehmen ließ, dekorative archaische Terrakotta entdeckt. Die Akropolis der ursprünglichen Stadt lag vermutlich auf dem höchsten Punkt wenig nördlich des Tempels. Die Umgebung der Stadt, die jetzt aus Weingärten besteht, enthält Reste vieler römischer Villen, von denen eine traditionell Antoninus Pius zugerechnet wird.
Mit der Schließung des Tempels der Juno Sospita, der gut ein Jahrtausend das pulsierende Herz Lanuviums gewesen war, durch die Edikte des Kaisers Theodosius I. 391, begann der Verfall der Stadt. Im Mittelalter wurde am Orte ein Benediktinerkloster gegründet. Civita Lanuvina, wie die Siedlung nun hieß, wurde 1410 von Johannes XXIII. (Gegenpapst) den Colonna übergeben. 1564 kaufte Giuliano Cesarini den Ort für 105.000 Scudi den Colonna ab. 1870 kam Lanuvio als Teil des Kirchenstaates zum Königreich Italien.
Während des Zweiten Weltkriegs erlitt Lanuvio am 17. Februar 1944 durch einen Bombenangriff beim Vormarsch der Alliierten starke Zerstörungen.

## Bevölkerungsentwicklung
| Jahr      | 1881 | 1901  | 1921  | 1936  | 1951  | 1971  | 1991  | 2001  | 2011   |
| --------- | ---- | ----- | ----- | ----- | ----- | ----- | ----- | ----- | ------ |
| Einwohner | 926  | 1.481 | 2.204 | 2.636 | 3.846 | 5.228 | 8.177 | 9.994 | 13.006 |

Quelle: ISTAT

## Politik
Luigi Galieti (Lista Civica: Lanuvio Per La Democrazia) wurde im Mai 2012 zum Bürgermeister gewählt. Er gewann die Wahl mit 48,81 % der Stimmen gegen seinen Vorgänger Umberto Leoni vom Mitte-links-Bündnis L’Unione, gegen den er noch 2007 knapp unterlegen war. Seine Bürgerliste Galieti Sindaco stellte damals 7 der 10 Gemeinderäte. Am 11. Juni 2017 wurde Galieti wiedergewählt.
Bürgermeister von Lanuvio:
- 2002–2007: Rossano De Santis
- 2007–2012: Umberto Leoni
- seit 2012: Luigi Galieti

### Wappen
Das Wappen stellt die antike Göttin Juno Sospita Mater Regina zusammen mit ihrer Schlange dar, der im antiken Lanuvium ein Tempel geweiht war.

### Partnergemeinde
- Centuripe auf Sizilien, seit 1974.

## Religion
Die Einwohner von Lanuvio gehören mehrheitlich der römisch-katholischen Glaubensgemeinschaft an. Die Gemeinde gehört zum Bistum Albano und hat drei Pfarrgemeinden. Die östlichen Ortsteile Pietrara und Presciano sind dagegen Teil der Diözese Velletri-Segni.

## Sehenswürdigkeiten

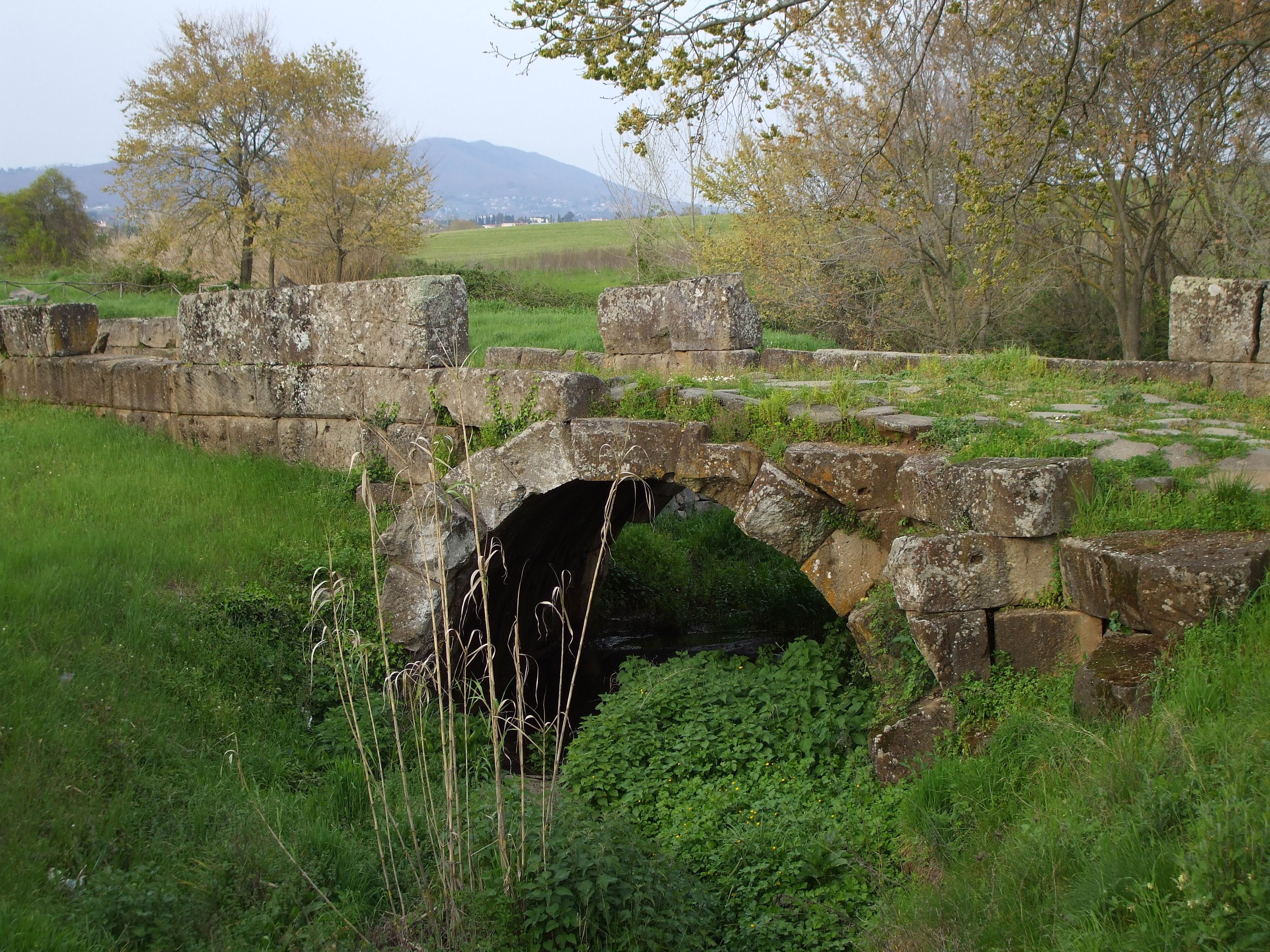
Ponte Loreto

- Die umfassende mittelalterliche Stadtmauer mit fünf Rundtürmen geht auf die Zeit nach 1347 zurück. Sie schließt Teile der antiken Mauer ein.
- Auf dem Colle di San Lorenzo wurden 1914 die antike Arx, der Tempel der Juno Sospita und ein Theater aus römischer Zeit ausgegraben. Ein kleiner Teil der Portikus des Tempelareals wurde restauriert[10]. Moderne Ausgrabungen erbringen weitere Erkenntnis über die antike Ortsgeschichte. Im öffentlich zugänglichen Park der Villa Sforza Cesarini ist die Portikus aus der Zeit des Antoninus Pius zu sehen.[11]
- Der Palazzo Colonna blieb nach dem Verkauf an Giuliano Cesarini 1564 unvollendet und zeigt deshalb ein steinansichtiges Aussehen.
- Ihm gegenüber steht die Collegiata Santa Maria Maggiore mit barocker Außen- wie Innengestaltung mit dem Grabdenkmal von Prospero Colonna, Herzog des Marserlandes.
- Im Rathaus ist das Stadtmuseum untergebracht. Es zeigt viele Fundstücke aus den modernen Ausgrabungen, darunter ein Depot von Terrakottafigurinen aus einer illegalen Grabung, das von der Finanzpolizei sichergestellt wurde.
- Die kleine Kirche Santa Maria delle Grazie an der Via Delle Grazie südlich des Stadtzentrums, einst Teil eines Franziskanerkonventes, wurde im Jahre 1523 in Renaissanceformen errichtet und enthält ein Bild der namengebenden Maria mit Kind.
- Merklich südlich der Altstadt befindet sich an der Via Astura die einbogige antike Brücke Ponte Loreto mit einem Stück der genannten Straße, die nach Antium führte.[12]

## Kulinarische Spezialitäten
In Lanuvio werden die DOC Weine Colli Lanuvini und Colli Lanuvini superiore in Rot- und Weißweinform produziert.

## Söhne und Töchter der Stadt
- Antoninus Pius (86–161), römischer Kaiser
- Commodus (161–192), römischer Kaiser
- Prospero Colonna (1452–1523), Condottiere und Herzog des Marserlandes
- Marcantonio Colonna (1535–1584), Fürst und Herzog von Paliano, Admiral der päpstlichen Flottenabteilung in der Seeschlacht von Lepanto Anfang Oktober 1571
- Giacomo Lauri-Volpi (1892–1979), Tenor
- Sandro Bellucci (* 1955), Leichtathlet